# Borgen, Visby
Den här sidan handlar om kvarteret Borgen, för nöjeslokalen, se Repslagaren, Visby.

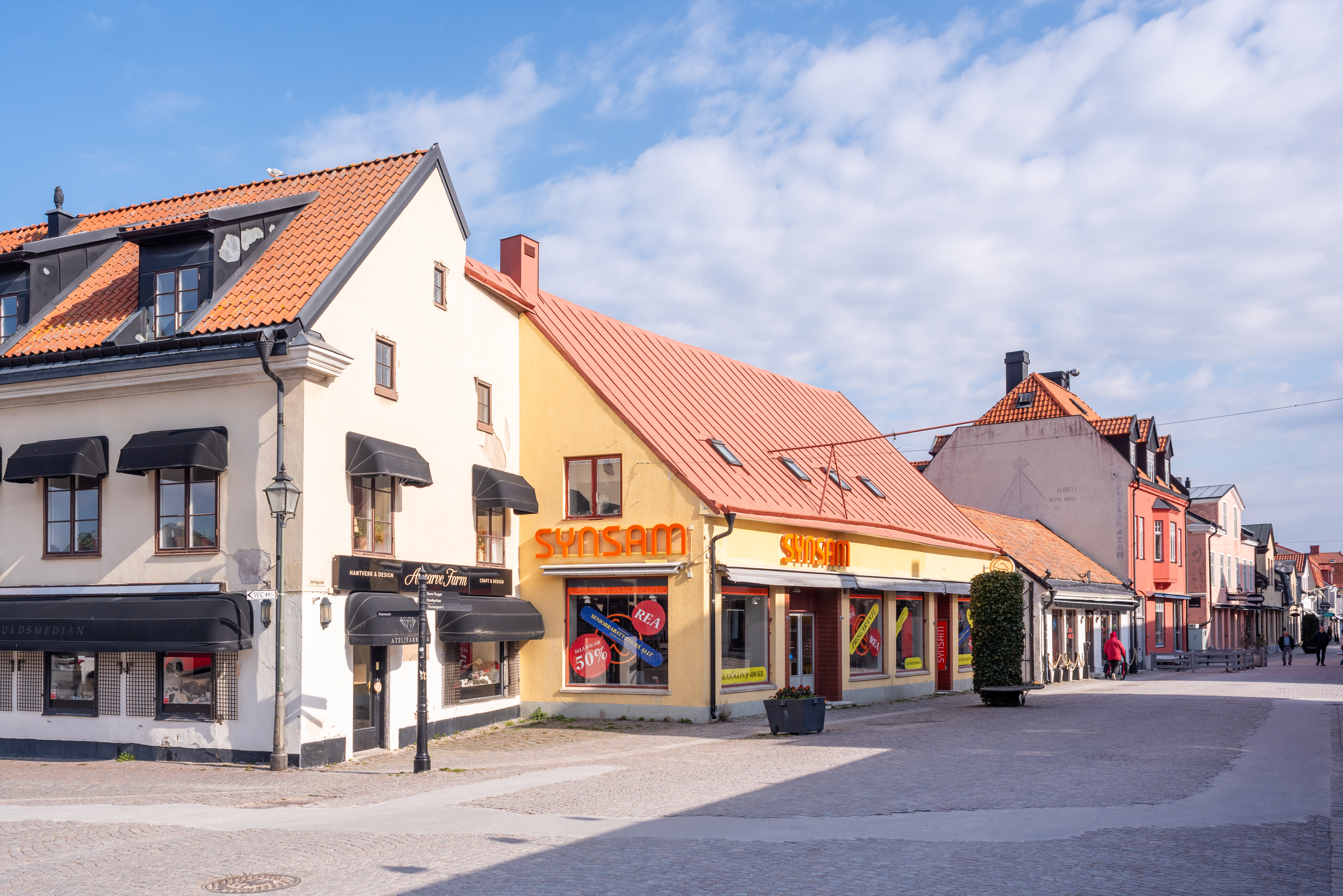
Kvarteret Borgen fasader mot Adelsgatan sedd från korsningen Adelsgatan och Södertorg.

Borgen är ett kvarter i Visby avgränsat av Södertorg, Adelsgatan, Bredgatan och Bredgränd.
Kvartersnamnet är förhållandevis nytt, fastigheterna inom kvarteret hade tidigare fastighetsbeteckningarna Klinteroten II, tomt 1-10, 18, 42 och 51-57.
Några spår av medeltida bebyggelse finns inte inom kvarteret. På 1646 års Visbykarta finns kvarteret utritat i en snarlik men något större omfattning, men troligen var det då obebyggt och utgjorde åkermark. På Schilders karta från 1696-1697 fanns tre stora tomter i kvarterets södra delar och åtta mindre i södra och västra sidan medan centrala delarna var obebyggda. Större delen av bebyggelsen förstördes i samband med en stadsbrand 1722. Efter branden skedde en viss reglering av tomterna rum.
I samband med husklassifikationen 1785 anges alla tomter utom en i kvarteret som bebyggda, de flesta även försedda med stall. Under andra hälften av 1800-talet etablerades Adelsgatan som handelsstråk och butikslokaler anlades i fastigheterna utefter  Samtidigt skedde en del tomtsammanslagningar av de minsta tomterna. I kvarterets nordvästra del skedde ytterligare tomtsammanslagningar under 1900-talet då missionskyrkan och telegrafverkets kontorslokaler uppfördes där.
Idag finns såväl 1700-, 1800- och 1900-talsbebyggelse inom kvarteret. 1700-talsbebyggelsen finns huvudsakligen efter Adelsgatan och vid Södertorg. Byggnaderna har dock vanligen byggts om kraftigt under 1800-talet. 1800-talsbebyggelsen dominerar kvarterets norra del. medan bakgårdarna domineras av byggnader från 1900-talet.

## Bilder

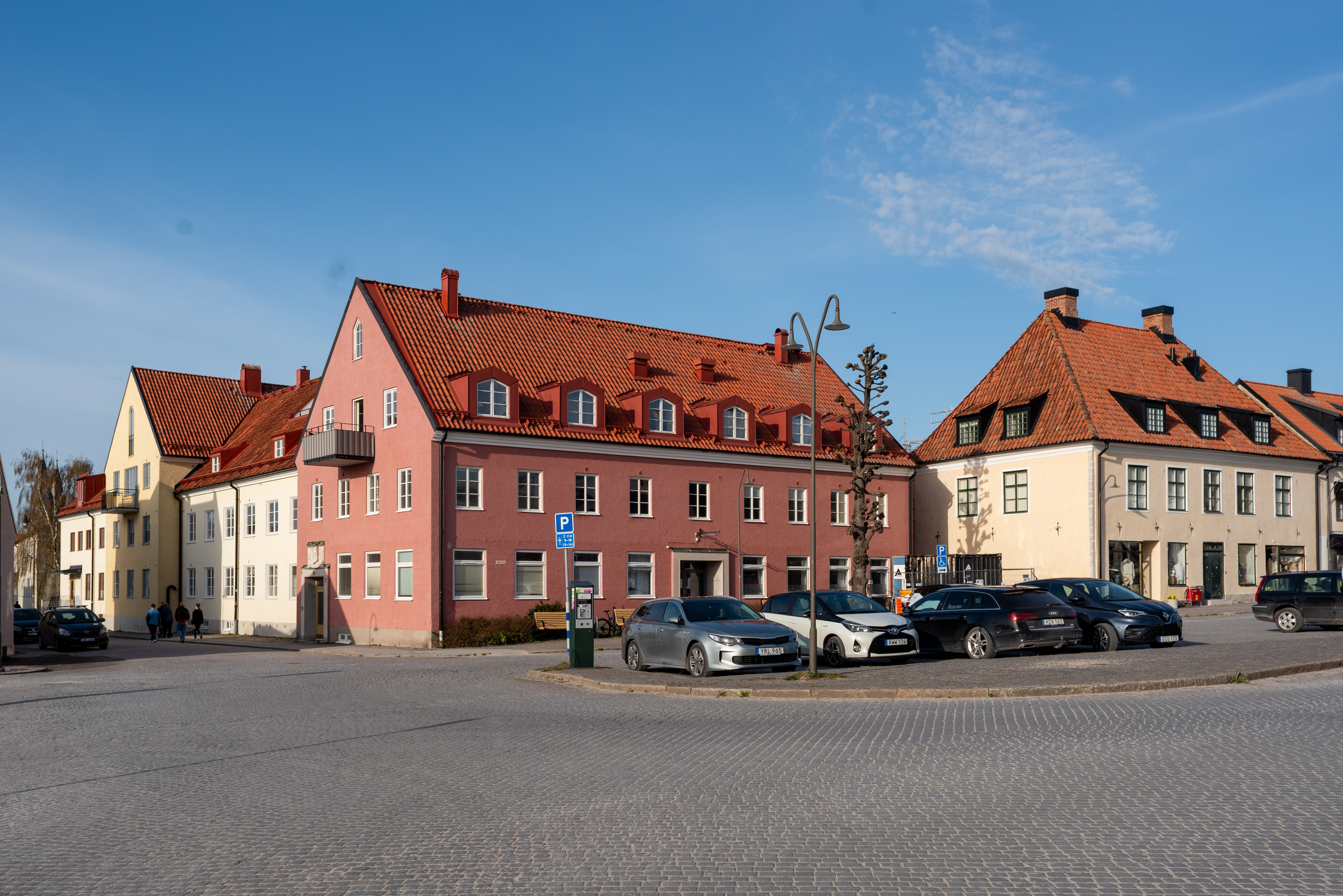
Sydvästra hörnet av kvarteretsett från Södertorg.
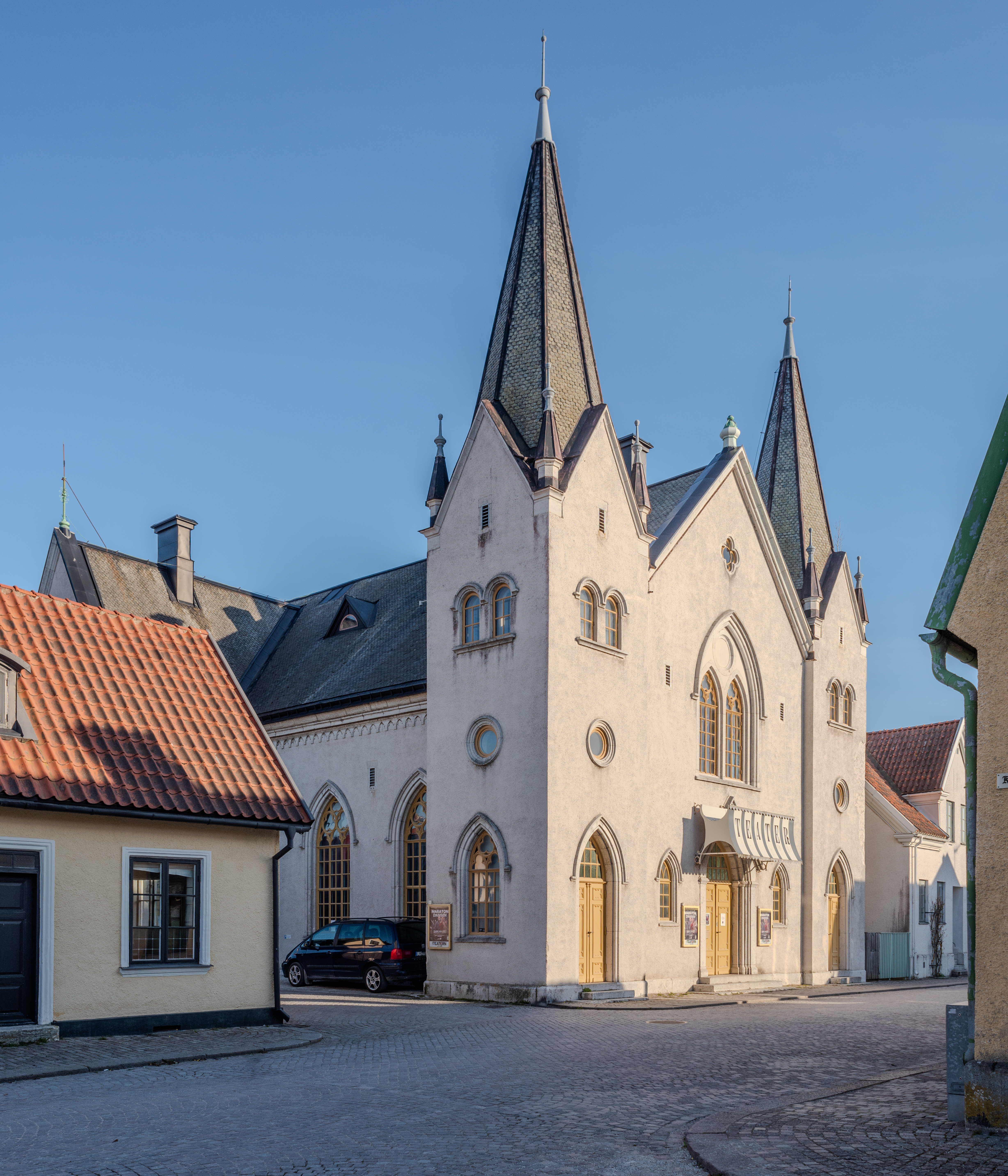
Länsteatern på Gotland är inrymd i en tidigare frikyrka i det nordvästra hörnet av kvarteret.
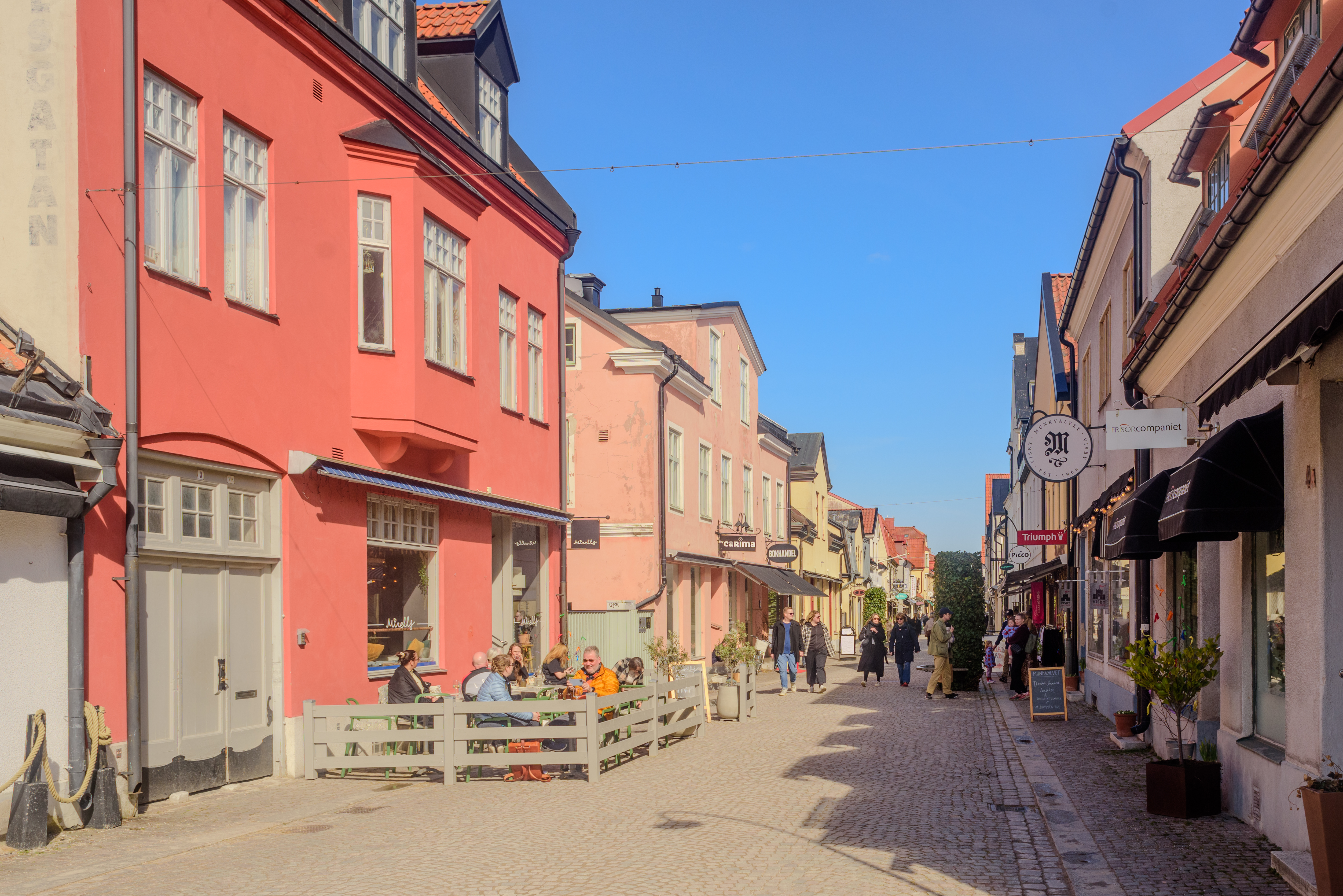
Adelsgatan med kvarteret Borgen till vänster.
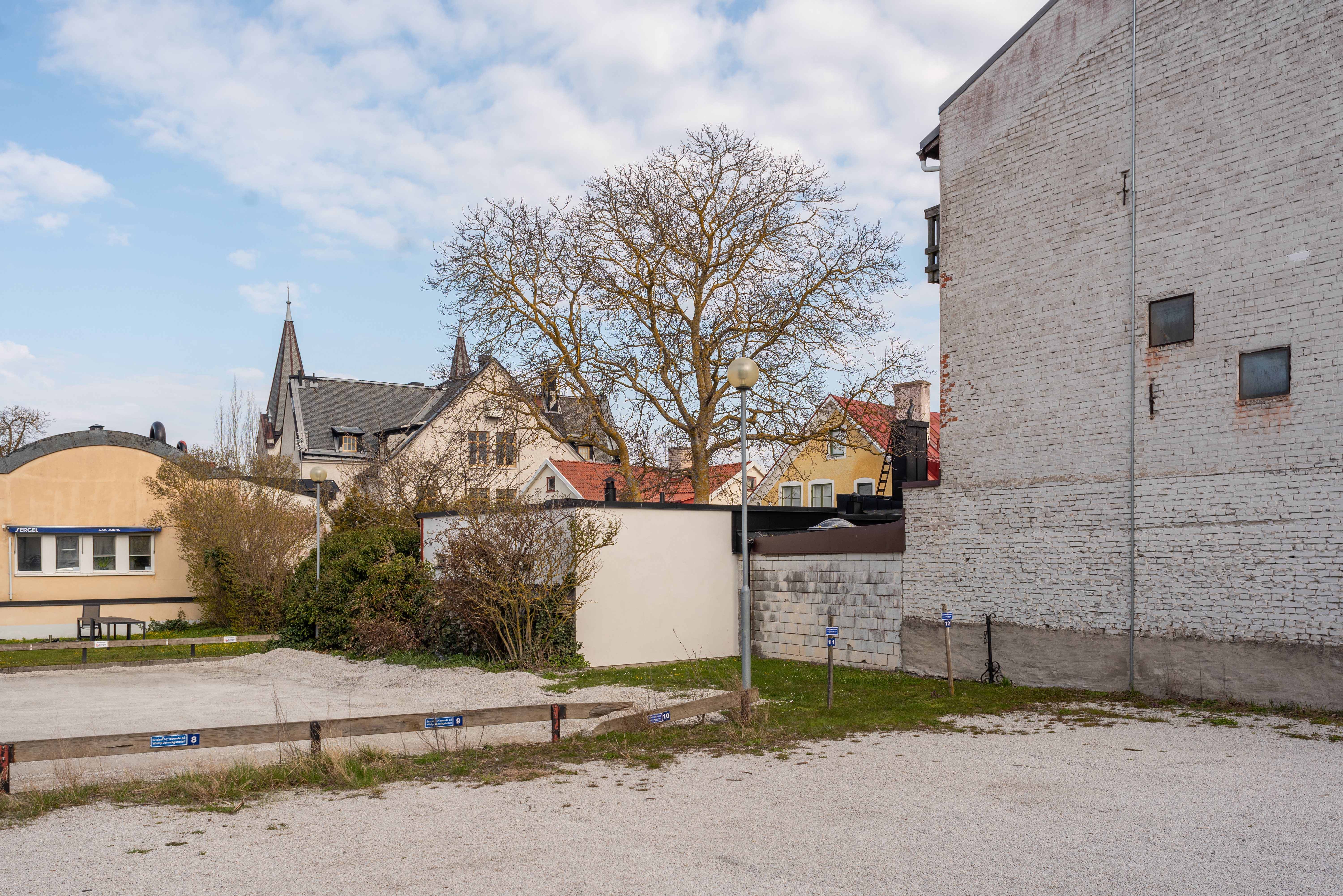
Innergård i kvarteret.